# Think Like a Dinosaur
„Gândește ca un dinozaur” ("Think Like a Dinosaur") este o nuveletă științifico-fantastică de James Patrick Kelly⁠(d), publicată inițial în numărul din iunie 1995 al revistei Asimov's Science Fiction.
A câștigat Premiul Hugo în 1996 pentru cea mai bună nuveletă, Premiul Asimov  de sondaj al cititorilor și Premiul SF Chronicle. În plus, a fost nominalizată la premiile Locus  și Nebula. 
De la publicarea sa inițială, povestirea a fost retipărită în mai multe antologii științifico-fantastice. 
În 2001, a fost adaptată ca episodul La Limita Imposibilului „Gândește ca un dinozaur”. A fost adaptată ca teatru radiofonic pentru Seeing Ear Theater⁠(d).

## Rezumat
Povestirea descrie un dispozitiv de teleportare inventat și supravegheat de o rasă de extratereștri asemănătoare dinozaurilor, care poate transmite o copie exactă a corpului unei persoane pe planete îndepărtate. Corpul original este dezintegrat odată ce primirea la destinație este confirmată. Rasa fictivă, poreclită „dinozaurii”, îi disprețuiește pe oameni pentru că se tem de acest proces, râzând de ei pentru că sunt „plângăcioși”. 
În povestire, o femeie este teleportată pe o planetă extraterestră, dar originalul nu este dezintegrat deoarece recepția nu a fost confirmată la timp. Recepția este confirmată ulterior, iar originalul, nu în mod surprinzător, refuză să „echilibreze ecuația” prin intrarea în dispozitivul de scanare și dezintegrare și încearcă să scape. 
Apare astfel o dilemă etică privită destul de diferit de extratereștrii cu sânge rece care au oferit tehnologia de teleportare și de asociații lor umani cu sânge cald. 
Povestea se termină când naratorul, un stagiar uman de pe stația spațială unde se află dispozitivul, este de acord cu filosofia dinozaurilor și o ucide pe femeie pentru „a echilibra ecuația”.

## Istoricul publicării
Povestirea a fost publicată inițial în numărul din iunie 1995 al revistei Asimov's Science Fiction . Ulterior a fost retipărită în mai multe antologii și colecții.

### Antologii
- Year's Best SF⁠(d) (1996, editor David G. Hartwell⁠(d))
- The Year's Best Science Fiction: Thirteenth Annual Collection -- Cea mai bună carte science fiction a anului: a treisprezecea colecție anuală (1996, editor Gardner Dozois )
- Premiile Nebula 31 (1997, editor Pamela Sargent⁠(d))
- The Hard SF Renaissance (2002, editori David G. Hartwell și Kathryn Cramer⁠(d))

### Colecții
- Think Like a Dinosaur and Other Stories -- Gândește ca un dinozaur și alte povestiri de James Patrick Kelley (1997)